# Calipatria
Calipatria – miasto w Stanach Zjednoczonych, w stanie Kalifornia, w hrabstwie Imperial. Według spisu ludności przeprowadzonego przez United States Census Bureau w roku 2010, w Calipatria mieszka 7705 mieszkańców.

## Miasta partnerskie
- Jerycho, Palestyna